# ピーターパンの空
『ピーターパンの空』（ピーターパンのそら）は、椎名あゆみによる日本の漫画作品。
『りぼん』（集英社）において、1989年6月号から同年9月号まで連載された。

## 概要
椎名あゆみ初の連載作品。美人になることをあこがれる少女・片山由香と空を飛ぶことを夢見る少年・桐野芳成の恋愛関係が綴られている。作者にとっては初の単行本でもあり、1990年に初版が発行された。
『無敵のヴィーナス』は続編であり、登場人物を流用している。

## 登場人物
片山 由香（かたやま ゆか）
主人公。中学三年生の14歳。ボーイッシュな外見で気が強い。ある日少年野球のチームに誘われ、参加した際、好成績を納めた。強引な性格だが肝心なところで引いてしまう癖がある。
桐野 芳成（きりの よしなり）
陸上部在籍。幼い頃読んだ童話『ピーター・パン』にあこがれ、空を飛びたいと思い高飛びに挑んでいる。無口・無感動な性格だが、本当は優しい性格の持ち主である。額に傷を持つが、空を飛びたいが故に2階の窓から飛び降りて木に引っかかって一命を取り留めたという痕である。
桐野 友成（きりの ともなり）
芳成の弟。少年野球チームに在籍している。